# Lázaro Cárdenas, Catazajá
Lázaro Cárdenas är en ort i Mexiko.   Den ligger i kommunen Catazajá och delstaten Chiapas, i den sydöstra delen av landet, 800 km öster om huvudstaden Mexico City. Lázaro Cárdenas ligger 22 meter över havet och antalet invånare är 215.
Terrängen runt Lázaro Cárdenas är platt. Runt Lázaro Cárdenas är det ganska glesbefolkat, med 34 invånare per kvadratkilometer. Närmaste större samhälle är Emiliano Zapata, 17,8 km öster om Lázaro Cárdenas. Omgivningarna runt Lázaro Cárdenas är en mosaik av jordbruksmark och naturlig växtlighet.